# .co
.coは、国別コードトップレベルドメインの一つで、コロンビアに割り当てられている。管理は、1991年の割り当て以来ロス・アンデス大学が行っていたが、 Arcelandia S.A. と Neustar, Inc. の合弁である「.CO Internet S.A.S.」が2010年2月7日に管理を引き継いだ。
coは、他国でよく商業（"commercial"）を示す分類用第二レベルドメインとして.co.xxが使われている。イスラエル（.co.il）、イギリス（.co.uk）、ニュージーランド（.co.nz）、日本（.co.jp）、韓国（.co.kr）、クック諸島（.co.ck）等。そのほか、.com.xx'を採用しているところもある。オーストラリア（.com.au）、メキシコ（.com.mx）、中国（.com.cn）そしてコロンビア（.com.co）。
また、アメリカでは、郡 (county) を表すドメインとして使われる。
2000年、多くのccTLDが国際的なドメインに位置づけを変えはじめたころ、.coでも.comの類似性やいくつかの国が第二レベルで.coを使っていたことから、国際的に開かれたドメインにする議論があった。しかし、ロス・アンデス大学がそのような行為をすることを裁判所が禁じたため、登録は第3レベル以下になり、またコロンビア国内でしか登録できなくなった。しかし2006年から見直しが始まり、2008年に通信省はResolution 001652 に基づき新たなトップレベルドメイン運用方針をさだめた。これに基づいて新たに.co TLD の管理を行う業者の選定などが始まった。その結果、 .CO Internet SAS が新たな管理業者に選ばれた。
2010年、コロンビア国内ではなく、多くのccTLDと同じように国際的なドメインに位置づけ、コロンビア以外の国からも登録できるようになった。その後、Googleもcoドメインのサイトがコロンビア国内向けでなく世界向けならば国際範囲で検索の対象とすることを公表し、2011年7月には自社の公式サイト用の短縮URL「g.co」を発表している。

## Second-level domains
第二レベルドメインは、IANAの伝統的なTLDと似ている。
- com.co - 商業用
- org.co - 団体
- edu.co - 教育
- gov.co - 行政
- net.co - ネットワークのインフラ
- mil.co - 軍事
- nom.co - 個人